# Albert I de Meissen
Albert I dit «el superb» (1158 - 24 de juny de 1195) fou Marcgravi de Meissen, que regnà des de 1190 a 1195. Descendent de la casa de Wettin i era fill d'Otó II de Meissen, amb el que va estar en guerra, raó per la qual a la seva mort instituí per hereu al seu fill gran, anomenat Dietrich; però Albert I s'apoderà del poder, continuant la guerra contra el seu germà, al que feu presoner el 1188, però l'hagué de posar en llibertat per ordre de l'emperador Frederic I. Dietrich marxà a Palestina, i al seu retorn, ajudat pel seu sogre Herman landgravi de Turíngia, tornà a encendre la guerra civil, aconseguint vèncer el seu germà a Revenigen. Albert fugí a Leipzig, disfressat de monjo, i continuà la lluita fratricida fins a la mort d'Albert, ocorreguda a Krummen-Hermersdorf, prop de Freiberg. Alguns historiadors suposen que fou enverinat per ordre de l'emperador Enric VI, el qual ambicionava la possessió de les mines de plata de Freiberg, propietat d'Albert I.